# Железнодорожный сигнал

Железнодорожный сигнал — механическое или электрическое устройство, предназначенное для регулирования движения по железной дороге.
Сигналы на железной дороге служат для обеспечения безопасности движения и чёткой организации поездной и маневровой работы. Совокупность железнодорожных сигналов составляет систему железнодорожной сигнализации. Железнодорожная сигнализация может отличаться в разных странах (а также на отдельных железных дорогах).

## Классификация
Железнодорожные сигналы различаются по способу восприятия:
- Видимые — выражаются формой, цветом, положением и числом показаний.
  - Дневные — диски, флаги, указатели. В тоннелях дневные сигналы не используются.
  - Ночные — фонари на шестах и указателях, огни установленных цветов. Могут использоваться и в светлое время суток, если из-за неблагоприятных погодных условий, включая туман, видимость дневных сигналов сильно снижена.
  - Круглосуточные — огни светофоров, диски со светоотражателями.
- Звуковые — выражаются числом и сочетанием звуков различной продолжительности

## Применение

### Видимые сигналы

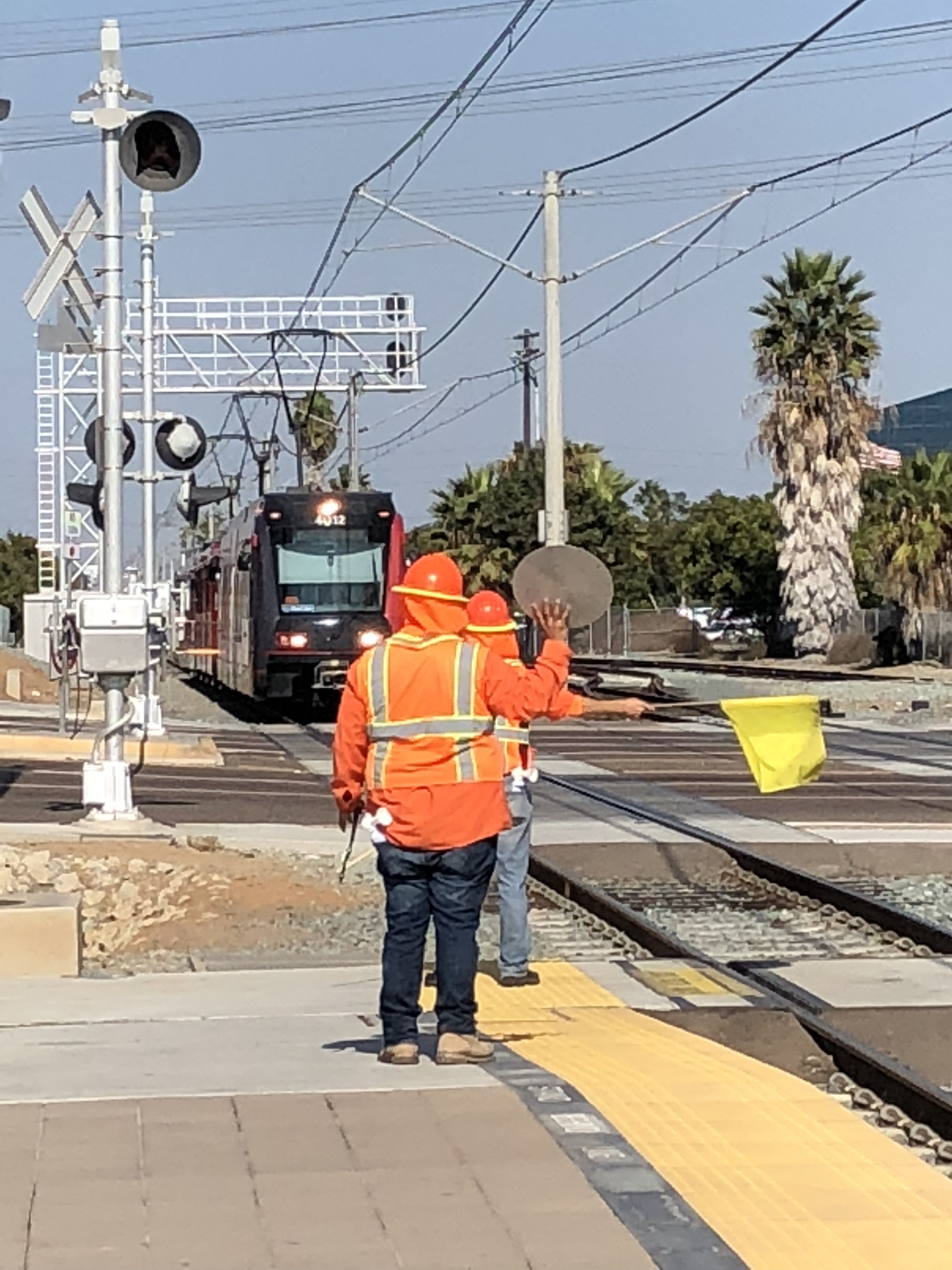
Дежурный по переезду в сигнальном жилете подаёт ручной сигнал, разрешающий проезд пассажирскому поезду

Видимые сигналы используют для разграничения поездов в пространстве (подробнее…), ограждения опасных участков и ручные. 
- К постоянным сигналам, связанных с движением поездов, относятся светофоры и семафоры, а используются они на перегонах, станциях и переездах: к ним также относят и шлагбаумы.
- Сигналы ограждения используются для обозначения опасных участков пути, мест препятствий для движения поездов, мест производства работ, а также для ограждения поезда при вынужденной остановке. К ним относятся постоянные и переносные диски, щиты различных форм и фонари.
- Ручные сигналы используют для подачи команд локомотивным бригадам и обмена информацией. Подаются они флажком, фонарём, диском или просто рукой.

Распространение получили следующие цвета: зелёный, который разрешает движение с установленной скоростью, жёлтый, который разрешает движение, но со сниженной скоростью, и красный, который требует остановки. Также к видимым сигналам относят обозначение головы и хвоста поезда, специальные сигнальные жилеты у работников ряда железнодорожных профессий.

### Звуковые сигналы
Звуковые сигналы подаются устройствами, установленных на тяговом подвижном составе, ручными свистками, духовыми рожками, сиренами, гудками, петардами и звонками. На локомотивах применяют звуковые устройства двух типов — тифоны, для сигналов большой громкости, и свистки, для сигналов малой громкости. Сигнал большой громкости должен иметь частоту основного тона и уровень звука достаточными, чтобы его можно было надёжно слышать в пределах длины тормозного пути. Однако для снижения шумового загрязнения в черте городов и населённых пунктов, в курортной зоне и при маневровой работе используется только сигнал малой громкости, тогда как применение сигнала большой громкости допускается лишь в случае крайней необходимости (например, для предупреждения наезда поезда), либо на перегонах.
Один из наиболее распространённых звуковых сигналов — оповестительный, подаётся одним длинным гудком локомотива и предупреждает о приближении поезда. Команда «Стой» обозначается тремя короткими звуковыми сигналами и может подаваться любым устройством, а также уложенными на рельсах через интервал петардами. Петарда срабатывает при наезде колеса и звук её взрыва отчётливо слышен в кабине машиниста; этот сигнал требует немедленной остановки поезда.